# Carmen Vicente Cabañas
Carmen Vicente Cabañas, née le 22 janvier 1987 à Las Palmas de Gran Canaria, est une karatéka espagnole connue pour avoir remporté le titre de championne d'Europe en kumite individuel féminin moins de 60 kilos aux championnats d'Europe de karaté 2006 et 2008.

## Résultats
| Résultat | Date            | Épreuve                   | Catégorie | Compétition                                  | Ville hôte                         |
| -------- | --------------- | ------------------------- | --------- | -------------------------------------------- | ---------------------------------- |
| [ 2 ]    | Novembre 2005   | Kumite individuel - 60 kg | Juniors   | Championnats du monde juniors et cadets 2005 | Limassol, à Chypre                 |
| [ 3 ]    | Février 2006    | Kumite individuel - 60 kg | Juniors   | Championnats d'Europe juniors et cadets 2006 | Podgorica, en Serbie-et-Monténégro |
| [ 4 ]    | Mai 2006        | Kumite individuel - 60 kg | Seniors   | Championnats d'Europe 2006                   | Stavanger, en Norvège              |
| [ 5 ]    | Août 2006       | Kumite individuel - 60 kg | -         | Championnats du monde universitaires 2006    | New York, aux États-Unis           |
| [ 6 ]    | Février 2006    | Kumite individuel - 60 kg | Juniors   | Championnats d'Europe juniors et cadets 2007 | İzmir, en Turquie                  |
| [ 7 ]    | Mai 2007        | Kumite individuel - 60 kg | Seniors   | Championnats d'Europe 2007                   | Bratislava, en Slovaquie           |
| [ 8 ]    | 19 octobre 2007 | Kumite par équipe         | Juniors   | Championnats du monde juniors et cadets 2007 | İstanbul, en Turquie               |
| [ 8 ]    | 21 octobre 2007 | Kumite individuel - 60 kg | Juniors   | Championnats du monde juniors et cadets 2007 | İstanbul, en Turquie               |
| [ 9 ]    | Mai 2008        | Kumite individuel - 60 kg | Seniors   | Championnats d'Europe 2008                   | Tallinn, en Estonie                |